# Essence to Essence
Essence to Essence è l'undicesimo album in studio del cantautore scozzese Donovan, pubblicato nel 1973.

## Tracce
Lato A
1. Operating Manual for Spaceship Earth – 3:28
2. Lazy Daze – 4:43
3. Life Goes On – 2:37
4. There is an Ocean – 4:49
5. Dignity of Man – 5:19

Lato B
1. Yellow Star – 3:07
2. Divine Daze of Deathless Delight – 4:00
3. Boy for Every Girl – 4:15
4. Saint Valentine's Angel – 3:57
5. Life is a Merry-Go-Round – 3:13
6. Sailing Homeward – 2:56

## Formazione
- Donovan - voce, chitarra acustica
- Bobby Whitlock - organo Hammond
- Carole King - pianoforte
- Carl Radle - basso
- Peter Frampton - chitarra elettrica
- Ray Cooper - percussioni
- Henry McCullough - chitarra elettrica
- Denny Seiwell - batteria
- Jean Roussel - pianoforte
- Danny Thompson - basso, contrabbasso
- Jack Emblow - fisarmonica
- Jim Gordon - batteria
- Danny Kortchmar - chitarra elettrica
- Craig Doerge - pianoforte
- Simon Jeffes - koto
- Paul Ossola - basso
- Russ Kunkel - batteria
- Nicky Hopkins - pianoforte, Fender Rhodes
- Neil Hubbard - chitarra elettrica
- Leland Sklar - basso
- Doug Schlink - chitarra elettrica
- Bruce Rowland - batteria
- Chris Nicholls - flauto
- The Scratch Band - cori

Note aggiuntive
- Donovan - produttore
- Andrew Loog Oldham - produttore